# 日野晶也
日野 晶也（ひの あきや）は、日本の生物学者である。専門は海産無脊椎動物の受精・発生、核酸、DNA解析。海洋生物の医薬資源開発。神奈川大学名誉教授。

## 経歴
東京都出身。早稲田大学教育学部、同大学院理工学研究科、応用物理学専攻科、理学博士課程単位取得、1980年名古屋大学理学部発生生物学講座助手を経て1983年ワシントン大学、名古屋大学在外研究員、1989年高知大学 非常勤講師、1989年神奈川大学理学部応用生物科学科（後の生物科学科）専任講師、1991年助教授。2013年4月から2017年まで神奈川大学理学部長、2017年9月神奈川大学常務理事。2021年4月1日から2022年9月22日まで学校法人神奈川大学理事長。2021年神奈川大学名誉教授。日本動物学会所属。

## 研究
- 海産無脊椎動物の受精・発生に関する生化・生理学の研究
- 海産無脊椎動物のオルガネラ（ミトコンドリアと中心体）のＤＮＡに関する研究
- 核酸の解析等による個体発生と系統発生に関する研究(ユムシと環形動物についての系統学的位置を検討)[6]
- 海洋生物の医薬資源開発-医薬を指向した海洋生物の探索と調査・開発

## 著作・文献
- 「受精の生化学」実験生物学講座（丸善1985年）
- 「Morphological and Biochemical Changes in Sperm at Fertilization」 "Biology of Echinodrmata"（Balkema, Rotterdam, 1991年）
- 「発生の生化学、生物学データ大百科事典、下巻」（朝倉書店，2002）